# Edwin P. Morrow
Edwin Porch Morrow, född 28 november 1877 i Somerset, Kentucky, död 15 juni 1935 i Frankfort, Kentucky, var en amerikansk republikansk politiker. Han var Kentuckys guvernör 1919–1923.
Morrow avlade 1902 juristexamen University of Cincinnati och inledde sedan sin karriär som advokat i Kentucky. Han tjänstgjorde som federal åklagare 1910–1913.
Morrow efterträdde 1919 James D. Black som guvernör och efterträddes 1923 av William J. Fields. Morrow avled 1935 och gravsattes på Frankfort Cemetery i Frankfort.